# Мария Осипова
Мария Борисовна Осипова (Маша Соковцова), партизанско име Ганна Черная (27 декември 1908 г., с. Серкавици, Толочински район, Витебска област – 5 февруари 1999 г., Минск), е член на Минското партизанско движение във Великата отечествена война. Член на КПСС от 1928 г. През 1941 г. организира нелегална група в Минск, връзка с партизанските отряди, организатор на подготовката за унищожаването на Вилхелм фон Кубе. Тя е Герой на Съветския съюз (29 октомври 1943 г.). Почетен граждани е на Минск (1968).

## Биография
От 1926 г. М. Б. Осипов е на партийна и съветска работа. През 1935 г. завършва Висшето комунистическо селскостопанско училище, а през 1940 г. – Минския юридически институт.
След освобождението на Беларус (Операция „Багратион“) тя се завръща в Минск и участва активно във възстановяването на разрушения от войната град. След това работи в кабинета на председателя на Президиума на Върховния съвет на БССР Василий Иванович Козлов, ръководи отдела за помилване в Президиума на Върховния съвет на Беларус, член е на Върховния съд на Беларуската ССР и член на Републиканския комитет за защита на мира. През периода 1947 – 1963 г. е избрана за депутат във Върховния съвет на БССР от II до V свиквания. Важна заслуга има М. Б. Осипова в рехабилитацията на членове на минското подполие, обвинени в сътрудничество с нацистките окупатори. Мария Борисовна гарантира за повече от триста участници в антинацисткото движение.
През 1988 г. Мария Осипова е член на Държавната комисия за разследване на престъпленията в Курапати.

## Памет
На къщата на улица „Кисалева“ 11 в Минск, където Мария Осипова е живяла от 1970 до 1999 г., е поставена паметна плоча.